# Mathilde Bonnefoy
Pour les articles homonymes, voir Bonnefoy.
Mathilde Bonnefoy, née le 11 mars 1972 à Paris, est une réalisatrice franco-américaine.

## Biographie
Elle est la fille du poète français Yves Bonnefoy et de l'actrice américaine Lucille Vines.
De 1990 à 1991, elle est étudiante en Philosophie à la Sorbonne, mais elle abandonne ses études pour partir à Berlin. En 1995, elle devient assistante-monteuse, et en 1997, elle est monteuse AVID pour le film allemand La vie est un chantier dirigé par Wolfgang Becker. Elle rencontre Tom Tykwer qui en était le scénariste, il la recrute comme monteuse pour le film Cours, Lola, cours en 1998.
En 2006, elle a travaillé sur le film collectif Paris, je t'aime composé de courts-métrages de plusieurs réalisateurs.
Elle réalise le montage du film américano-allemand L'Enquête (The International) réalisé par Tom Tykwer et  sorti en 2009.
Le 23 février 2015, Mathilde Bonnefoy obtient l'Oscar du meilleur film documentaire avec son mari, le producteur allemand Dirk Wilutzky et la réalisatrice américaine Laura Poitras pour Citizenfour. Citizenfour met en scène l'ancien consultant de la NSA et lanceur d'alerte Edward Snowden, auteur de nombreuses révélations sur « une  surveillance massive sans distinction de tout le monde »,.

## Filmographie
- 1998 : Cours, Lola, cours de Tom Tykwer
- 2000 : La Princesse et le Guerrier de Tom Tykwer
- 2002 : Heaven de Tom Tykwer
- 2002 : Ten Minutes Older de Wim Wenders
- 2004 : True (court-métrage) de Tom Tykwer
- 2006 : The Favor d'Eva S. Aridjis
- 2008 : Solstice de Daniel Myrick
- 2009 : L'Enquête de Tom Tykwer
- 2010 : Orly d'Angela Schanelec
- 2010 : Trois (Drei) de Tom Tykwer
- 2014 : Citizenfour de Laura Poitras

## Documentaires
- 2003 : The Soul of a Man de Wim Wenders
- 2006 : Anakonda im Netz (Anaconda dans un filet), documentaire sur le groupe Rammstein.
- 2007 : Robert Wilson et Amira Casar

## Distinctions

### Récompenses
- 2014 : Gotham Independent Film Awards pour Citizenfour, avec Laura Poitras, Sara Bernstein, Brenda Coughlin et Dirk Wilutzky
- 2015 : British Academy Film Awards 2015 (BAFTA) : meilleur film documentaire pour Citizenfour, avec Laura Poitras et Dirk Wilutzky
- 2015 : American Cinema Editors pour le documentaire Citizenfour
- 2015 : Oscars du cinéma 2015 : meilleur film documentaire pour Citizenfour, avec Laura Poitras et Dirk Wilutzky

### Nominations
- 2000 : American Cinema Editors pour Cours, Lola, cours
- 2015 : Film Independent's Spirit Awards 2015 : meilleur film documentaire